# Изнанка судьбы
«Изнанка судьбы» (англ. Reversal Of Fortune) — кинофильм, который основан на реальных событиях. Премия «Оскар» для Джереми Айронса в категории «Лучшая мужская роль».

## Сюжет
Экранизация книги адвоката Алана Дершовица.
Аристократ Клаус фон Бюлов обвинён в попытке убийства своей жены Санни. Санни (за кадром) рассказывает о процессе, когда Клауса (Айронс) осудили, но выпустили под залог до рассмотрения апелляции. Он обращается к профессору юридического факультета Гарвардского университета Элану Дершовицу с просьбой представлять его в суде. Сначала Дершовиц не хочет защищать Клауса — наглого, декадентского мультимиллионера, но потом увлекается идеей сделать невозможное, опровергает обвинение, строившееся на том, что Клаус сознательно вколол жене дозу инсулина, вызвавшую кому. Клаус был оправдан. Так виновен ли он? Шредер не даёт ответа…

## В ролях
- Гленн Клоуз — Санни фон Бюлов
- Джереми Айронс — Клаус фон Бюлов
- Рон Сильвер — профессор Алан Дершовиц
- Аннабелла Шиорра — Сара
- Ута Хаген — Мария
- Фелисити Хаффман — Минни

## Награды и номинации
- 1991 — премия «Оскар» за лучшую мужскую роль (Джереми Айронс), а также две номинации: лучший режиссёр (Барбе Шрёдер), лучший адаптированный сценарий (Николас Казан)
- 1991 — премия «Золотой глобус» за лучшую мужскую роль — драма (Джереми Айронс), а также три номинации: лучший фильм — драма, лучший режиссёр (Барбе Шрёдер), лучший сценарий (Николас Казан)
- 1991 — номинация на премию Гильдии сценаристов США за лучший адаптированный сценарий (Николас Казан)
- 1990 — попадание в десятку лучших фильмов года по версии Национального совета кинокритиков США